# Nina Forever
Nina Forever es una película de comedia de terror británica de 2015 escrita y dirigida por los hermanos Ben y Chris Blaine. Está protagonizada por Fiona O'Shaughnessy, Abigail Hardingham y Cian Barry. Se estrenó en el festival de cine SXSW de 2015. Fiona O'Shaughnessy interpreta a Nina, una fantasma que vuelve a la vida para atormentar a su exnovio y a su nueva novia cada vez que tienen relaciones sexuales.

## Reparto
- Fiona O'Shaughnessy como Nina
- Abigail Hardingham como Holly
- Cian Barry como Rob
- Elizabeth Elvin como Sally
- David Troughton como Dan
- Richard Sandling como Hombre en el bus

## Producción
Los guionistas y directores querían evitar que la película descendiera a ser camp, por lo que mantuvieron el tono lo suficientemente serio como para que la gente aún pudiera identificarse con los personajes y sus acciones a pesar de las situaciones. También se hizo hincapié en mantener la metáfora del equipaje en una relación identificable más allá de la interpretación literal de eventos sobrenaturales. La producción comenzó en mayo de 2013 en el Reino Unido. Los hermanos Blaine utilizaron una campaña de Kickstarter para financiar aspectos de la película. Dijeron que no querían pedir permiso para hacer una película; en cambio, hicieron la película que querían e invitaron a otros a participar en el proceso.

## Estreno
Nina Forever se estrenó en SXSW el 14 de marzo de 2015. Fue lanzada mediante vídeo bajo demanda en el Reino Unido el 15 de febrero de 2016, seguido de un lanzamiento en DVD y Blu-ray el 22 de febrero.